# محاكمات دورا

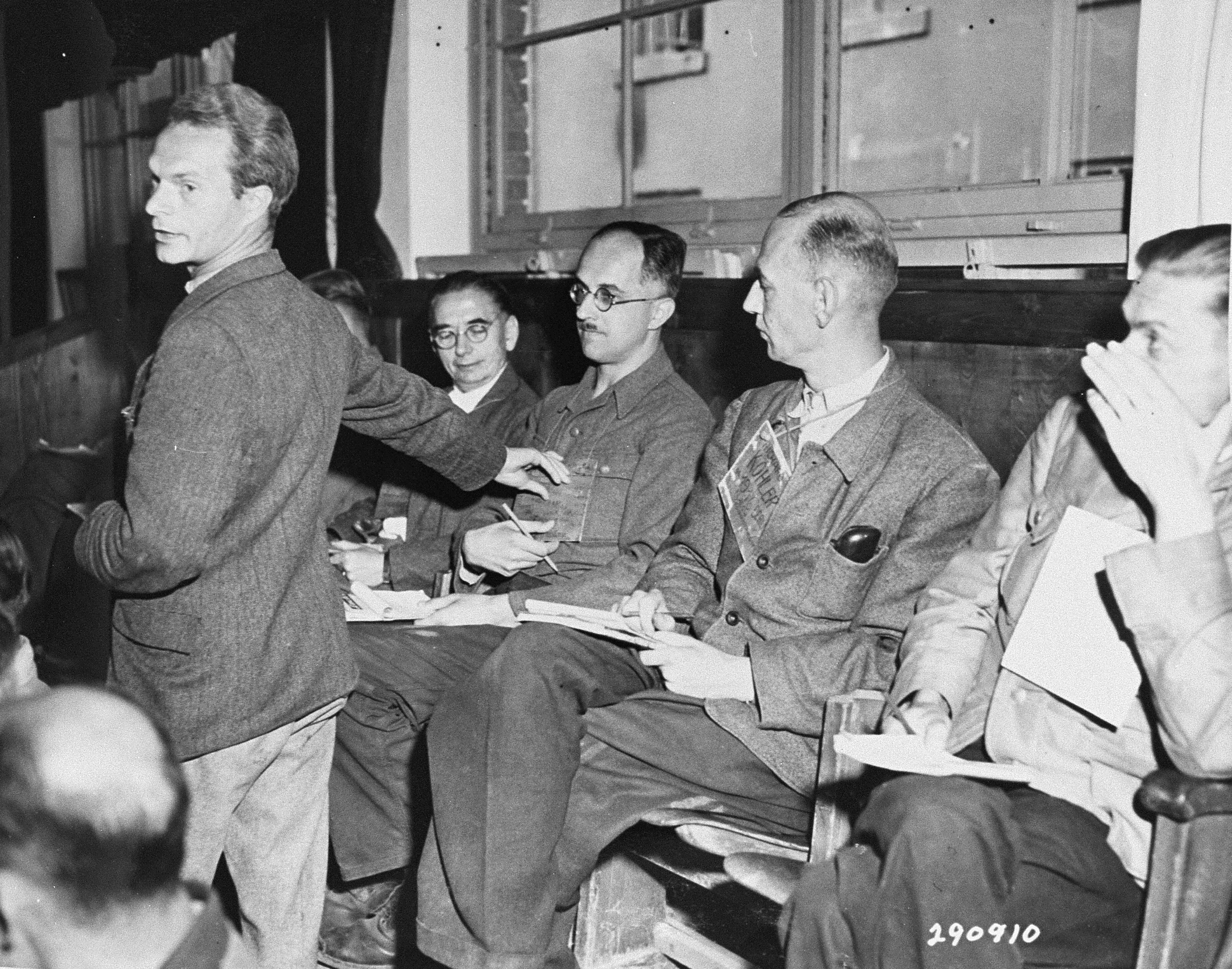
ويشير فانز مايينشين، شاهد الادعاء، على طبيب المخيم السابق هاينريش شميت على أنه الرجل الذي ترك المرضى يموتون بسبب نقص الرعاية الطبية. سبتمبر 1947

محاكمة دورا، وكذلك «درة» - نوردهاوزن أو داكاو دورا بروسينغ ( (بالألمانية: Dachau-Dora Prozess)‏  كانت محاكمة جرائم حرب قام بها جيش الولايات المتحدة في أعقاب انهيار الرايخ الثالث. وقعت بين 7 أغسطس و30 ديسمبر 1947 في موقع معسكر اعتقال داكاو السابق بألمانيا. في المحاكمات وجهت التهم إلى 19 رجلاً بارتكاب جرائم حرب أثناء تشغيل محتشد الاعتقال ميتلباو دورا، ومعسكراته الفرعية العديدة، ومصنع الأسلحة في Mittelwerk بالقرب من نوردهاوزن، ألمانيا. انتهت المحاكمة الرئيسية بأربع أحكام بالبراءة و15 إدانة، بما في ذلك حكم بالإعدام. كانت الدورة الأخيرة من سلسلة من الإجراءات التي جرت في سياق محاكمات داكاو المتعلقة بجرائم الحرب واسعة النطاق التي كشفت عنها الولايات المتحدة في منطقة احتلالها في نهاية الحرب العالمية الثانية. قضى المحكوم عليهم في محاكمة دورا عقوباتهم في سجن لاندسبرغ.
بين أواخر أكتوبر ومنتصف ديسمبر 1947، عقدت محاكمات قصيرة ضد 14 متهمًا من المستوى الأدنى، معظمهم من حراس توتنكوبف-إس إس. وأسفرت هذه عن 4 إدانات وتبرئة واحدة، مع إسقاط القضايا التسع المتبقية لعدم وجود أدلة أو شهود متاحين. أدت الجرائم العنيفة التي لا تزال موجودة في صلب الحقائق إلى عدة محاكمات إضافية لقضايا فردية في كل من ألمانيا الغربية وألمانيا الشرقية. حدث الأكثر أهمية وعلنية في إيسن بين عامي 1968 و1970، مما أدى إلى إدانتين.

## خلفية

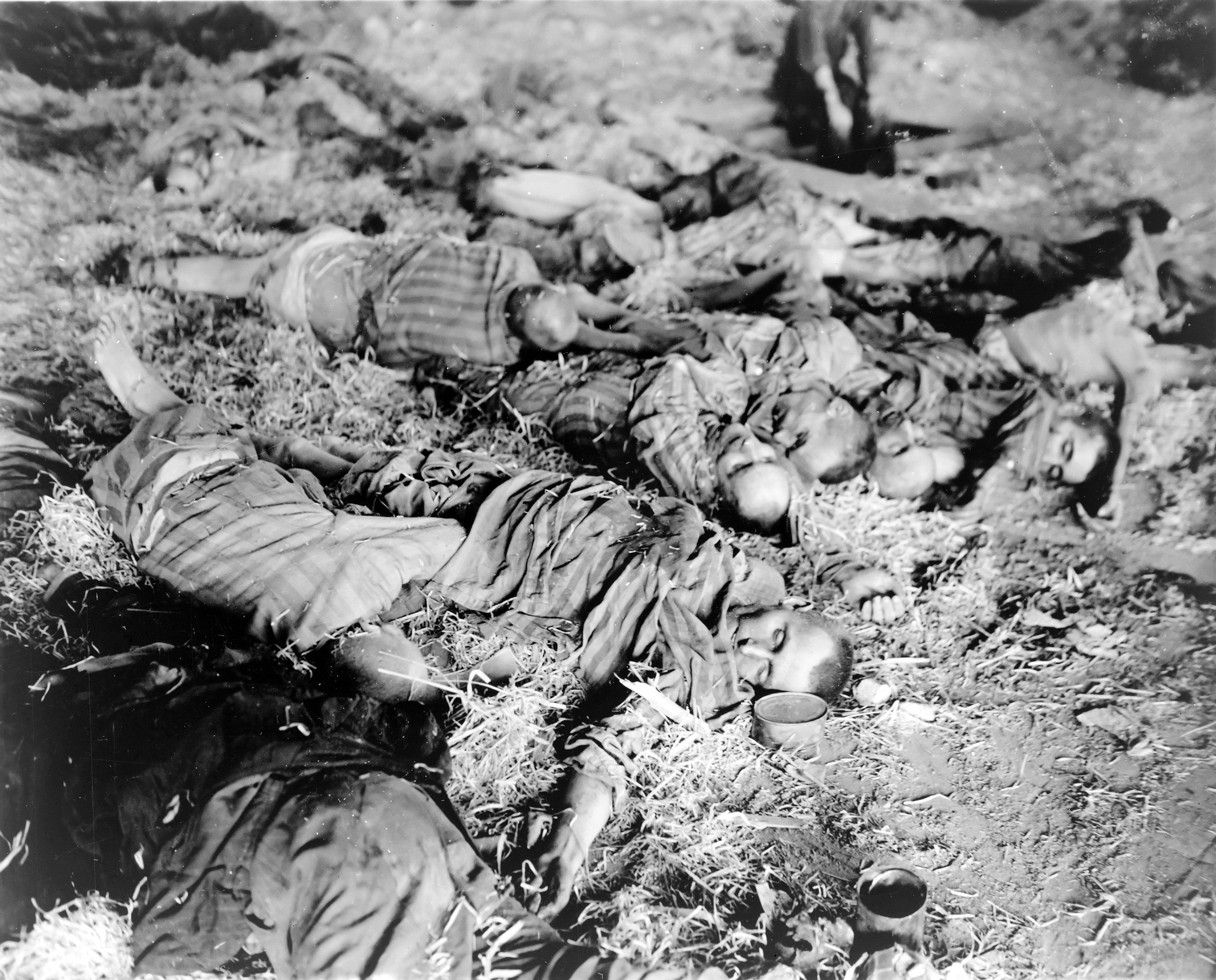
اكتشف السجناء القتلى بعد تحرير مجمع المخيم من قبل أعضاء فيلق في جيش الولايات المتحدة، 11 أبريل 1945

من بين أكثر من 60.000 سجين مرو بمجمع معسكر الاعتقال ميتلباو دورا، بظروف العمل والمعيشة الكارثية، مات ما لا يقل عن 20000 من الجوع والمرض وسوء المعاملة.  عندما وصلت القوات الأمريكية إلى ميتلباو في 11 أبريل 1945، وجدوا ما يقرب من 2000 جثة. تم العثور على عدة مئات من السجناء على قيد الحياة، معظمهم مرضى أو موتى، حيث تم إخلاء ميتلباو ومخيماتها الفرعية قسراً من قبل توتنكوبف-إس إس في 6 أبريل 1945.